# Pentameris
Pentameris es un género  de plantas herbáceas de la familia de las poáceas. Es originario de Sudáfrica.

## Etimología
El nombre del género deriva del griego penta (cinco) y meros (parte), refiriéndose a la lemma con cinco barbas.

## Especies
- Pentameris adscendens
- Pentameris airoides
- Pentameris americana
- Pentameris angulata
- Pentameris angustifolia
- Pentameris barbata